# Karuzi (tỉnh)
Karuzi là một trong 18 tỉnh của Burundi.

## Hành chính
Tỉnh được chia thành 7 xã:
- Bugenyuzi
- Buhiga
- Gihogazi
- Gitaramuka
- Mutumba
- Nyabikere
- Shombo